# Карл IX
Вижте пояснителната страница за други личности с името Карл IX.
Карл IX Шведски е крал на Швеция и Полша от 1604 до смъртта си през 1611 г.

## Произход
Той е най-младият син на крал Густав I Шведски и съпругата му Маргарет Лейонхуфхуд (от клана Лъвска глава), брат на Ерик XIV и Йохан III, както и чичо на Сигизмунд I.

## Управление
По волята на баща си той присъединява като апанаж в Свеаланд херцогство Сьодерманланд, включващо и областите Нерке и Вермланд, като си ги присвоява напълно след падането на Ерик и възкачването на трона на Йохан през 1568 г.
По време на управлението му замъкът Грипсхолм е разширен и се използва като кралски затвор.